# (20243) Den Bosch
(20243) Den Bosch est un astéroïde de la ceinture principale.

## Description
(20243) Den Bosch est un astéroïde de la ceinture principale. Il fut découvert le 25 février 1998 à La Silla par Eric Walter Elst. Il présente une orbite caractérisée par un demi-grand axe de 1,83 UA, une excentricité de 11,5 et une inclinaison de 7,1° par rapport à l'écliptique.
Il tient son nom du nom familier flamand de la ville de Bois-le-Duc.